# جبل خلقه
جبل خلقه من جبال السروات، أحد أعلى جبال السعودية، يقع في بللسمر. ويبلغ ارتفاعه 2,850 م (9,350 قدم)*.